# Parancistrocerus androcles
Parancistrocerus androcles är en stekelart som först beskrevs av Meade-waldo 1910.  Parancistrocerus androcles ingår i släktet Parancistrocerus och familjen Eumenidae.

## Underarter
Arten delas in i följande underarter:
- P. a. sulawensis
- P. a. scutellaris
- P. a. marginalis
- P. a. sumbanus